# Hanabiramochi

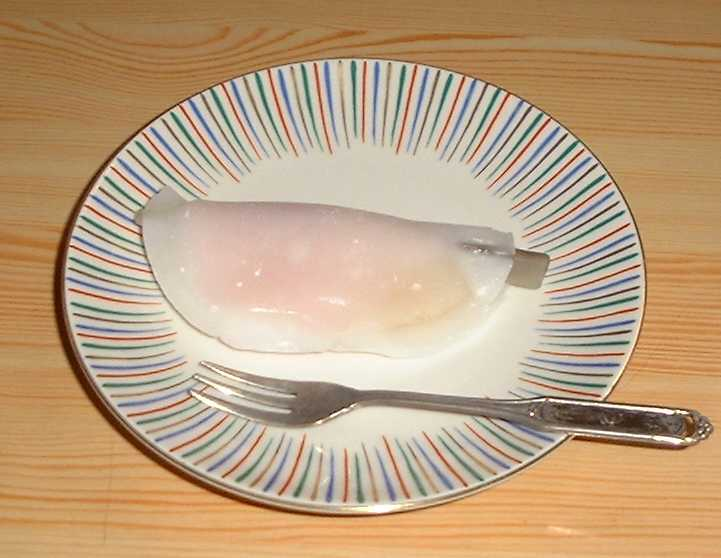
Hanabiramochi.

El hanabiramochi es un wagashi (dulce tradicional japonés) que suele comerse a principios de año, y también se sirve en la primera ceremonia del té del año nuevo.

## Origen
El nombre hanabiramochi significa literalmente ‘mochi pétalo de flor’. La forma original del hanabiramochi es el hishihanabira, un postre consumido por la familia imperial en acontecimientos especiales coincidiendo con el principio del año.
El hanabiramochi fue elaborado por primera vez en el periodo Meiji (8 de septiembre de 1868 – 30 de julio de 1912), pero actualmente es un wagashi familiar de Año Nuevo.

## Forma
La forma exacta del hanabiramochi está estrictamente definida por la tradición. El recubrimiento de mochi blanco es plano y redondo, doblado por encima para adoptar forma semicircular, y debe tener un color rosa que se ve a través en el centro del dulce, y se difumina a blanco en los bordes. A diferencia del daifuku, el mochi no debe sellar completamente el interior.
En el centro de un hanabiramochi hay una capa de anko, una pasta dulce de judía roja, comúnmente del tipo blanco hecho a partir de frijol chino. En el centro hay una tira fina de gobo dulce (bardana, que abulta del mochi en ambos lados.

## Importancia y simbolismo
Cada elemento del hanabiramochi es importante.
El color rojo que se ve a través del mochi blanco no solo es apropiado para la celebración del año nuevo sino que también evoca a la flor del albaricoque japonés (ume), que a su vez representa la pureza, perseverancia y renovación asociadas al Año Nuevo.
El gobo representa al ayu prensado, un pez exclusivo del este de Asia, y una oración para la longevidad.